# Toyota Fine-Comfort Ride
Toyota Fine-Comfort Ride – 6-osobowy samochód koncepcyjny Toyoty zasilany wodorowymi ogniwami paliwowymi, który zadebiutował na Tokyo Motor Show w 2017 roku. Według japońskiego standardu JC08 auto osiąga zasięg 1000 km.
Jak tłumaczy Toyota, projektanci nadwozia auta inspirowali się wyglądem szlifowanego diamentu, stąd ostre krawędzie dominujące w bryle samochodu. Dzięki zastosowaniu elektrycznych silników auto ma większy rozstaw osi i mniejsze zwisy. 

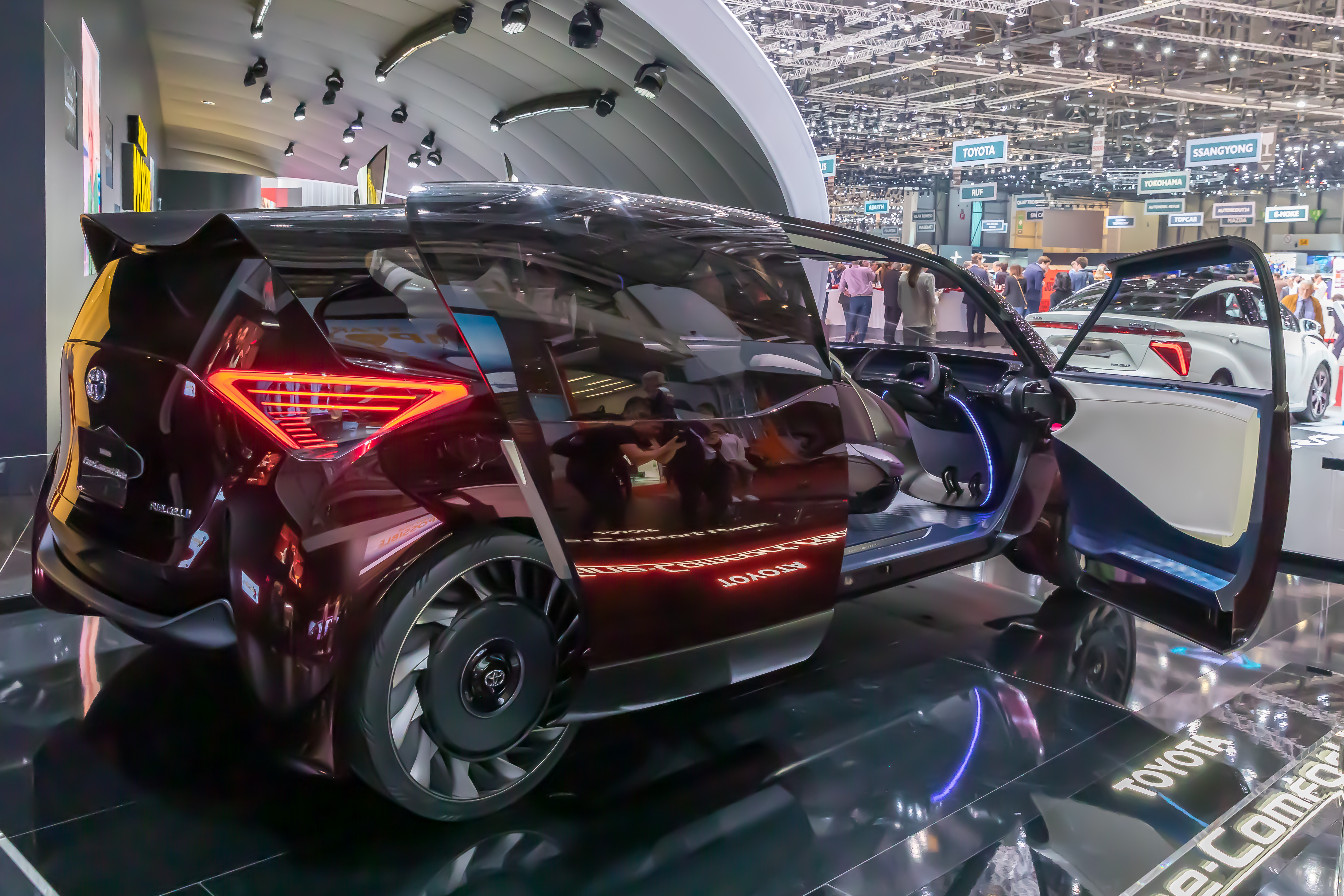
Toyota Fine-Comfort Ride na Tokyo Motor Show 2017

We wnętrzu koncepcyjnej Toyoty można znaleźć duży ekran dotykowy i elektrycznie sterowane fotele, które można ustawiać w dowolnej konfiguracji.